# Jan Planinc
Jan Planinc (ur. 10 lutego 1990) – słoweński siatkarz, grający na pozycji przyjmującego, reprezentant kraju. 

## Sukcesy klubowe
Mistrzostwo Słowenii:
- 2018[6]
- 2012, 2013, 2020
- 2017, 2021

Mistrzostwo Grecji:
- 2015

Puchar Słowenii:
- 2018, 2021

MEVZA - Liga Środkowoeuropejska:
- 2021

## Sukcesy reprezentacyjne
Igrzyska Śródziemnomorskie:
- 2009

Liga Europejska:
- 2011